# Neritos atta
Neritos atta är en fjärilsart som beskrevs av William Schaus 1920. Neritos atta ingår i släktet Neritos och familjen björnspinnare. Inga underarter finns listade i Catalogue of Life.